# Kirkland & Ellis
Kirkland & Ellis est un cabinet d'avocat. Il est l'une des plus grandes sociétés de conseils juridiques au monde. Son siège est situé à Chicago. 